# Laulne
 Laulne  es una población y comuna francesa, situada en la región de Baja Normandía, departamento de Mancha, en el distrito de Coutances y cantón de Lessay.

## Demografía
| 277 | 235 | 200 | 211 | 198 | 183 |
| Para los censos de 1962 a 1999 la población legal corresponde a la población sin duplicidades (Fuente: INSEE [Consultar]) |     |     |     |     |     |